# Oddelek za športne aktivnosti (Alpini)
Oddelek za športne aktivnosti (izvirno italijansko Reparto Attività Sportive) je vojaško-športna enota, ki deluje v okviru Alpinskega šolskega centra Italijanske kopenske vojske.
Oddelek zagotavlja pripravo športnikov nekaterih zimskih športnikov: turno smučanje, smučanje, bob, sankanje, hitrostno smučanje na kratke razdalje, Sky race, zimski biatlon in alpsko plezanje.
Najboljši športniki so nato vključeni v italijanske reprezentance.